# Königliche Hoheit (Film)
Königliche Hoheit ist ein deutscher Spielfilm aus dem Jahr 1953. In den Hauptrollen agieren Dieter Borsche und Ruth Leuwerik; Lil Dagover, Mathias Wieman, Rudolf Fernau, Paul Henckels und Günther Lüders sind in tragenden Rollen besetzt. Der in Göttingen und Fulda gedrehte Film spielt im fiktiven deutschen Großherzogtum Grimmburg und beruht auf dem gleichnamigen Roman von Thomas Mann. Am Drehbuch wirkte Manns Tochter Erika mit. Die Uraufführung des Films, bei dem Harald Braun Regie führte, fand am 22. Dezember 1953 im Turm-Palast in Frankfurt am Main statt.
Die ARD schrieb seinerzeit zur Erstausstrahlung des Films, er erzähle die „romantische und dramatische Geschichte einer großen Liebe“. Daneben handle der Film auch „vom Zusammenprall zweier Kulturen und von der Fähigkeit, Tradition und Moderne in harmonischen Einklang zu bringen“.

## Handlung
Erzählt wird die romantische Liebesgeschichte zwischen dem konservativen, leicht gehemmten und verschlossenen Prinzen Klaus Heinrich zu Imma Spoelmann, einer lebensfrohen, unbefangenen Amerikanerin.
Der Film beginnt mit einem Überblick über das beschauliche, aber verarmte Großherzogtum Grimmburg. Um die Jahrhundertwende regiert hier Großherzog Albrecht II. Um sich in Ländern mit wärmeren Klima zu erholen, überträgt der kränkliche und amtsmüde Großherzog die Regentschaft zunächst vorübergehend seinem jüngeren Bruder Klaus Heinrich, der den Titel „Königliche Hoheit“ trägt.
Das Leben fließt in beschaulicher Ruhe dahin, bis die Ankunft des amerikanischen Millionärs Samuel Spoelman mit seiner Tochter Imma für Aufsehen im Großherzogtum sorgt. Samuel Spoelmann befindet sich zur Kur in der Hauptstadt des Großherzogtums. Auf Bitten seiner Tochter erwirbt Spoelmann das Schloss, in dem Prinz Klaus Heinrich geboren worden ist. Als Imma und die „Königliche Hoheit“ sich begegnen, treffen die alte und die neue Welt aufeinander. Durch Immas Einfluss beginnt Klaus Heinrich, Interesse für die tatsächliche wirtschaftliche Lage im Land zu entwickeln. Zwischen ihm und der amerikanischen Industriellen-Tochter Imma beginnt eine Liebesbeziehung. Zugleich erhoffen sich die Minister aus dem Vermögen ihres Vaters eine Sanierung der Staatsfinanzen. Dann aber droht Heinrichs adelige Herkunft eine gemeinsame Zukunft unmöglich zu machen. Denn als designierter Thronfolger – sein Bruder kündigt ihm an, nicht mehr zurückzukehren – ist es ihm nicht gestattet, eine Frau von bürgerlichem Stande zu heiraten.
Imma ist es dann auch, die den Prinzen, der sie nicht aufgeben will, an seine fürstliche Pflicht erinnert. Sozusagen in letzter Minute wendet sich das Schicksal des Paares, denn Großherzog Albrecht ist so beeindruckt von Immas Liebe und Menschlichkeit, dass er sie in den Adelsstand erhebt und seinem Bruder zuführt. Er schenkt ihm damit das Glück, das er selbst nie erleben durfte.

## Produktion

### Produktionsnotizen
Produziert wurde der Film von der Filmaufbau GmbH (Göttingen). Die Produktionsleitung lag bei Hans Abich, die Aufnahmeleitung bei Frank Roell und Heinz-Günter Sass. Der Erstverleih des Films erfolgte durch die Schorcht Filmverleih GmbH (München).
Nachdem Königliche Hoheit am 16. Dezember 1953 unter der Nummer 07158 einer FSK-Prüfung unterzogen worden war, wurde er ab 6 Jahren freigegeben mit dem Vermerk „feiertagsfrei“.

### Drehorte
| Bezeichnung im Film      | tatsächlicher Ort    |
| ------------------------ | -------------------- |
| Hofkirche, Schlosskirche | Fuldaer Dom          |
| Altes Schloss            | Fuldaer Stadtschloss |
| Kurgarten                | Schlossgarten Fulda  |
| Schloss Delphinenort     | Orangerie Fulda      |
| Hotel Quellenhof         | Hotel Kurfürst Fulda |

Die Innenaufnahmen des Agfacolor-Farbfilms entstanden im Filmatelier Göttingen. Die Außenaufnahmen wurden am Jagdschloss Nienover in der Gemeinde Bodenfelde 30 km nordwestlich von Göttingen und dem wenige Kilometer entfernten Forsthaus Winnefeld sowie zu großen Teilen in der Barockstadt Fulda gedreht. Fulda war von Zerstörungen im Zweiten Weltkrieg nicht verschont geblieben; etwa ein Drittel der Gebäude waren zerstört oder beschädigt. Die äußerlich sichtbaren Schäden im Barockviertel, z. B. an der Orangerie – im Film „Delphinenhof“ –, waren aber bis 1953 wieder beseitigt. So verfügt Fulda auch heute noch über eine Vielzahl an gut erhaltenen barocken Bauwerken, die sich als Filmkulisse eignen. Fulda repräsentiert im Film die Haupt- und zugleich Kurstadt des fiktiven Großherzogtums Grimmburg. Allerdings erhielten die Gebäude und Plätze in Fulda zum Zwecke der Romanverfilmung andere Bezeichnungen.

### Veröffentlichung
In der Bundesrepublik Deutschland kam der Film am 22. Dezember 1953 zur Uraufführung. In Österreich war er erstmals im März 1954 zu sehen, in Dänemark im Januar 1955, in Finnland im Februar 1955 und in den Niederlanden im Juli 1955. In Portugal wurde er im Oktober 1958 veröffentlicht; in Polen kam er ebenfalls zur Aufführung. Im deutschen Fernsehen wurde er erstmals am 16. November 1963 vom ZDF ausgestrahlt. In der Deutschen Demokratischen Republik hatte er am 24. Dezember 1972 im Fernsehen Premiere. Der englische Titel lautet: His Royal Highness.
Studiocanal/Arthaus gab den Film am 22. Oktober 1998 auf VHS heraus. Am 7. Juni 2019 erschien der Film bei der Fernsehjuwelen GmbH innerhalb deren Reihe Juwelen der Filmgeschichte auf DVD.

## Rezeption

### Kritik
Cinema befand: „Rührend und witzig. Witzig-charmante Romanze mit Esprit.“
Das Lexikon des internationalen Films führte aus: „Romantische Komödie, die Thomas Manns ironischen Roman nicht adäquat, aber doch mit liebenswürdigem Charme umsetzt.“
Michael Dlugosch von der Seite filmrezension.de sprach von einem „bemerkenswerten Film“ und führte weiter aus: „In Harald Brauns Adaption von Thomas Manns 1909 veröffentlichtem Roman ‚Königliche Hoheit‘ entdeckt der Zuschauer überraschende Aktualität in einer für die Adenauer-Zeit niveauvollen Literaturverfilmung, die von einer Liebesgeschichte und der Bewältigung der Finanzkrise eines Landes erzählt.“ Weiter hieß es: „Aber Harald Brauns Film grenzt sich qualitativ ab vom Unterhaltungskino der 1950er Jahre, vor allem dank der überzeugenden Regie, prachtvoller Ausstattung und, mehr noch, wegen seiner Schauspieler, die durch ihre Leistung den Film über den Durchschnitt heben. Neben Dieter Borsche und Ruth Leuwerik ist vor allem Lil Dagover als geistig verwirrte Gräfin zu nennen.“

### Auszeichnung
- Der Film wurde von der Deutschen Film- und Medienbewertung mit dem Prädikat „wertvoll“ ausgezeichnet.
- Lil Dagover erhielt 1954 für ihre Darstellung der Gräfin Löwenjoul den Bundesfilmpreis in der Kategorie „Beste weibliche Nebenrolle“.
- Evangelischen Filmgilde: Film des Monats Januar 1954
- Harald Braun war 1954 auf dem Filmfestival in Venedig für den „Goldenen Löwen“ nominiert.